# João Batista de Figueiredo Mascarenhas
João Batista de Figueiredo Mascarenhas (Pelotas, 27 de agosto de 1801 — Pelotas, 4 de outubro de 1861) foi um médico e político brasileiro.
Casou-se com Manuela Adelaide Moreira de Figueiredo em 4 de janeiro de 1823, no Rio de Janeiro.
Foi vereador em Pelotas, em 1832. Foi eleito deputado à 1ª Legislatura da Assembleia Legislativa Provincial do Rio Grande do Sul, em 1835, depois eleito para mais um mandato.